# Tres Pinos
Tres Pinos – jednostka osadnicza w Stanach Zjednoczonych, w stanie Kalifornia, w hrabstwie San Benito.